# Valeriu Lazăr
Valeriu Lazăr (n. 20 mai 1968, satul Mingir, raionul Hîncești) este un om politic din Republica Moldova, fost președinte al Camerei de Comerț și Industrie din Republica Moldova. Valeriu Lazăr a fost cel mai longeviv Ministru al Economiei, deținând această funcție și, cumulativ, de Viceprim-ministru, între anii 2005-2006, 2009-2010, 2010-2014.
A fost vicepreședinte al Partidului Democrat din Moldova, partid pe listele căruia a fost ales deputat în Parlamentul Republicii Moldova în alegerile parlamentare din 2009 și din 2010.
În anul 2013 a fost decorat cu Ordinul „Gloria Muncii” „pentru activitatea îndelungată și prodigioasă în cadrul autorităților publice, contribuție la promovarea politicii economice a statului și merite în elaborarea și implementarea reformelor strategice”.

## Biografie
Valeriu Lazăr s-a născut la data de 20 mai 1968, în satul Mingir (raionul Hîncești). A absolvit în anul 1992 Facultatea de Mecanizare și Automatizare din cadrul Universității Agrare de Stat din Moldova. A urmat ulterior cursuri și stagii de pregătire practică organizate de prestigioase institute de educație de străinătate, inclusiv la Institutul European de control public (Belgia) și la Institutul Internațional de control public din Paris, unde a studiat mecanismele de control ale activității economice din statele europene.
Începând cu anul 1994 activează în cadrul Ministerul Economiei, îndeplinind pe rând următoarele funcții: specialist-coordonator al ministerului pentru relațiile economice internaționale (din ianuarie 1994), consilier în Departamentul pentru Relații Economice Internaționale (1994-1996), consilier al ministrului economiei și reformelor (mai 1996 - octombrie 1998), consilier al vicepremierului și ministrului economiei (1998-1999) și prim-locțiitor al ministrului de stat al Republicii Moldova (martie - decembrie 1999).
În perioada 2000-2004 a lucrat în sectorul privat, în calitate de director al companiei de consultanță "Business Intelligent Services". La data de 18 februarie 2004 a fost numit în funcția de viceministru al economiei.
În baza votului de încredere acordat de Parlament, prin Decretul Președintelui Republicii Moldova, la 19 aprilie 2005, Valeriu Lazăr a fost numit în funcția de ministru al economiei și comerțului. A îndeplinit această funcție până la data de 18 septembrie 2006.
În anul 2009 Valeriu Lazăr a devenit membru Partidului Democrat din Moldova și în luna august a fost ales deputat în Parlamentul Republicii Moldova. La 25 septembrie 2009 a fost numit în funcția de viceprim-ministru și ministru al economiei, funcție pe care a exercitat-o până la 2 iulie 2014, când acesta și-a anunțat demisia.
Valeriu Lazăr vorbește limbile rusă și franceză. Este căsătorit cu Tatiana Lazăr și are doi copii.